# پیر پاترون
پیر پاترون (انگلیسی: Pierre Patron؛ زادهٔ ۲۰ اوت ۱۹۹۷) بازیکن فوتبال است.
از باشگاه‌هایی که در آن بازی کرده‌است می‌توان به باشگاه فوتبال کلرمون فوت اشاره کرد.